# Оберуцвиль
Оберуцвиль (нем. Oberuzwil) — коммуна в Швейцарии, в кантоне Санкт-Галлен.
Входит в состав округа Виль. Население составляет 5692 человека (на 31 декабря 2006 года). Официальный код — 3407.